# Njivice (Chorwacja)
Njivice – wieś w Chorwacji, w żupanii primorsko-gorskiej, w gminie Omišalj. W 2011 roku liczyła 1115 mieszkańców.